# Eusebio Erkiaga
Eusebio Erkiaga Alastra aussi connu sous le nom d'Erkiagarre, né le 4 septembre 1912 à Lekeitio et mort le 31 mai 1993 à Bilbao, est un écrivain, poète, bertsolari et académicien basque espagnol de langue basque.

## Biographie
Ses premières productions sont les romans Arranegi, décerné par le Conseil de la culture de Biscaye (1958), Arraibar Zalduna (1962) et Batetik bestera (1962), ayant reçu le prix Txomin Agirre. Pour son roman Arranegi, Eusebio Erkiaga n'a pas suivi, de manière thématique ou stylistique, la nouvelle voie initiée par Txillardegi. Plutôt, ses romans ont été écrits dans un style orthodoxe dans la tradition puriste du genre costumbriste basque. Il remporte plusieurs premiers prix pour ses œuvres intitulées Nekazariarena, poésie (1950); Azkueren heriotzan, poésie (1951); Sinisgogorra, théâtre (1951); Aspaldiko Maigret, nouvelle et traduction de Georges Simenon (1955); Axular handiari, poésie (1957); Kanpaien atsekabez, théâtre (1959). 
Il travaille dans l'avant-guerre pour l'hebdomadaire Ekin et les magazines Yakintza, Euzkera et entre 1953 et 1960 pour Egan, Euzko-Gogo, Olerti et Anaitasuna. Il fut directeur de la revue Bizkaiko Bankuaren Boletina.
Il est membre correspondant à l'Académie de la langue basque en 1952 et, postérieurement, en 1963, membre titulaire. Depuis 1991, il est nommé membre honoraire de l'Association basque des traducteurs et interprètes Eizie.
Il meurt le 31 mai 1993 à l'âge de 80 ans

## Livres sur l'auteur
- Eusebio Erkiaga: (1912-1993) par Jon Kortazar, Eusko Jaurlaritzaren argitalpen zerbitzu nagusia = Servicio central de publicaciones del Gobierno Vasco, 1997, 84 pages,  (ISBN 8445712136),  (ISBN 9788445712139)
- L’œuvre romanesque d’après-guerre de Eusebio Erkiaga (1958-1964) qui fut publié par R. Mielgo Merino grâce à la bourse Santiago Onaindia de 1991.